# Rhatta
Rhatta é um gênero de traça pertencente à família Arctiidae.